# Asaka Maru
La Asaka Maru era una nave mercantile giapponese, poi convertita in incrociatore ausiliario nel corso della seconda guerra mondiale per essere impiegata come nave corsara.
Fu completata nel 1937 nei cantieri Mitsubishi per conto della società armatrice Nippon Yusen Kaisha (NYK). La nave era stata commissionata come nave frigorifera per trasportare merci per varie destinazioni mondiali.
Il 10 aprile 1940 la Marina Imperiale giapponese requisì una prima volta la nave per partecipare al conflitto in corso, poi restituirla nel corso dell'anno ai proprietari. Il 24 dicembre 1940 venne nuovamente acquisita dalla marina militare giapponese e il 26 dicembre iniziarono presso i cantieri di Yokosuka i lavori per la conversione in incrociatore ausiliario.
Porta a compimento diverse missioni di scorta a convogli. Viene affondata da aerei della US Navy al largo delle isole Pescadores il 12 ottobre 1944.